# Lo Wei
Lo Wei (12 de diciembre de 1918 - 20 de enero de 1996) fue un famoso director y actor de cine de Hong Kong, conocido por impulsar las carreras de Bruce Lee (con las  películas The Big Boss y Fist of Fury) y Jackie Chan, con la película la Nueva Fist of Fury.
Después de la muerte de  Bruce Lee, fue Lo Wei que dio a Jackie Chan su primera oportunidad de aparecer en cine, como parte de la gran ola de "Bruce-explotación" (nombre que se le dio a una oleada masiva de filmes baratos con actores de apariencia parecida a la de Bruce Lee y con temáticas parecidas a las de sus películas) que había en el momento. También se dice que se había relacionado con el crimen organizado chino, las Tríadas.
Lo dirigió la compañía de producción "Lo Wei Motion Picture Company", una filial del prestigioso estudio Golden Harvest.
Lo Wei murió de un paro cardíaco el 20 de enero de 1996.

## Filmografía
- Brothers Five (1970)
- The Big Boss (1971)
- Fist of Fury (1972)
- The Black Tavern (1972)
- Kung Fu Girl (1973)
- Shaolin Wooden Men (1976)
- New Fist of Fury (1976)
- The Killer Meteors (1976)
- Snake & Crane Arts of Shaolin (1977)
- To Kill with Intrigue (1977)
- Spiritual Kung Fu (1978)
- Dragon Fist (1979)
- Fearless Hyena Part II (1983)